# Rymdfärja

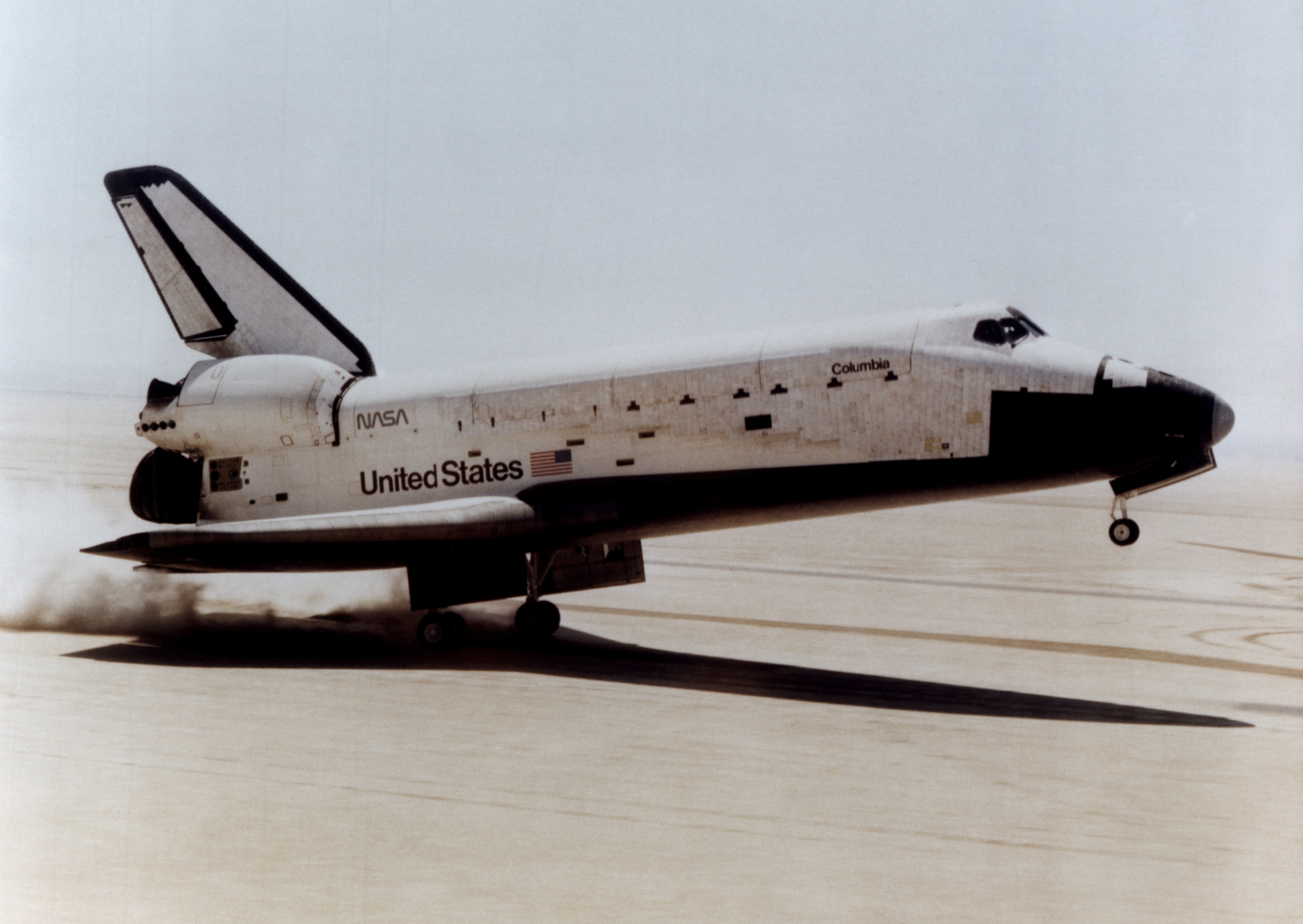
Den första rymdfärjan som användes, Columbia, landar i Kalifornien efter sitt första uppdrag STS-1,
14 april 1981.

En rymdfärja startar med fastbränsleraketer och extern bränsletank

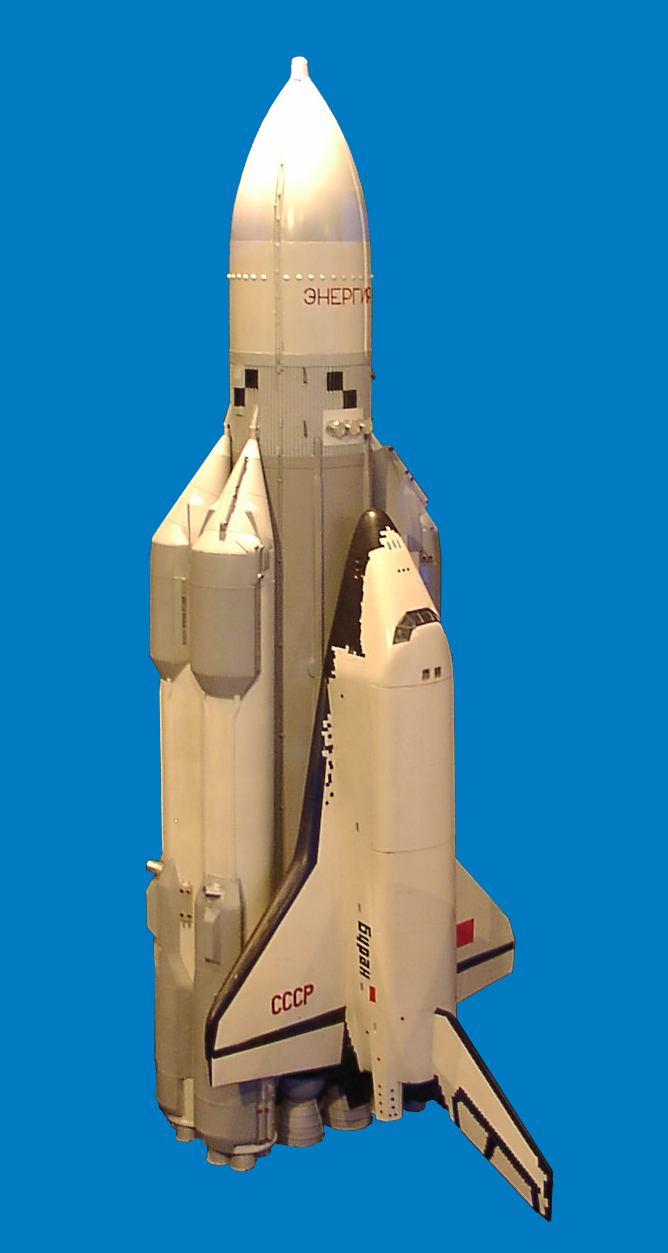
Buran och Energia

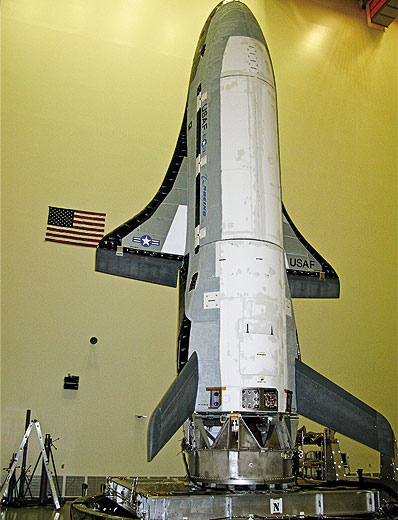
X-37B

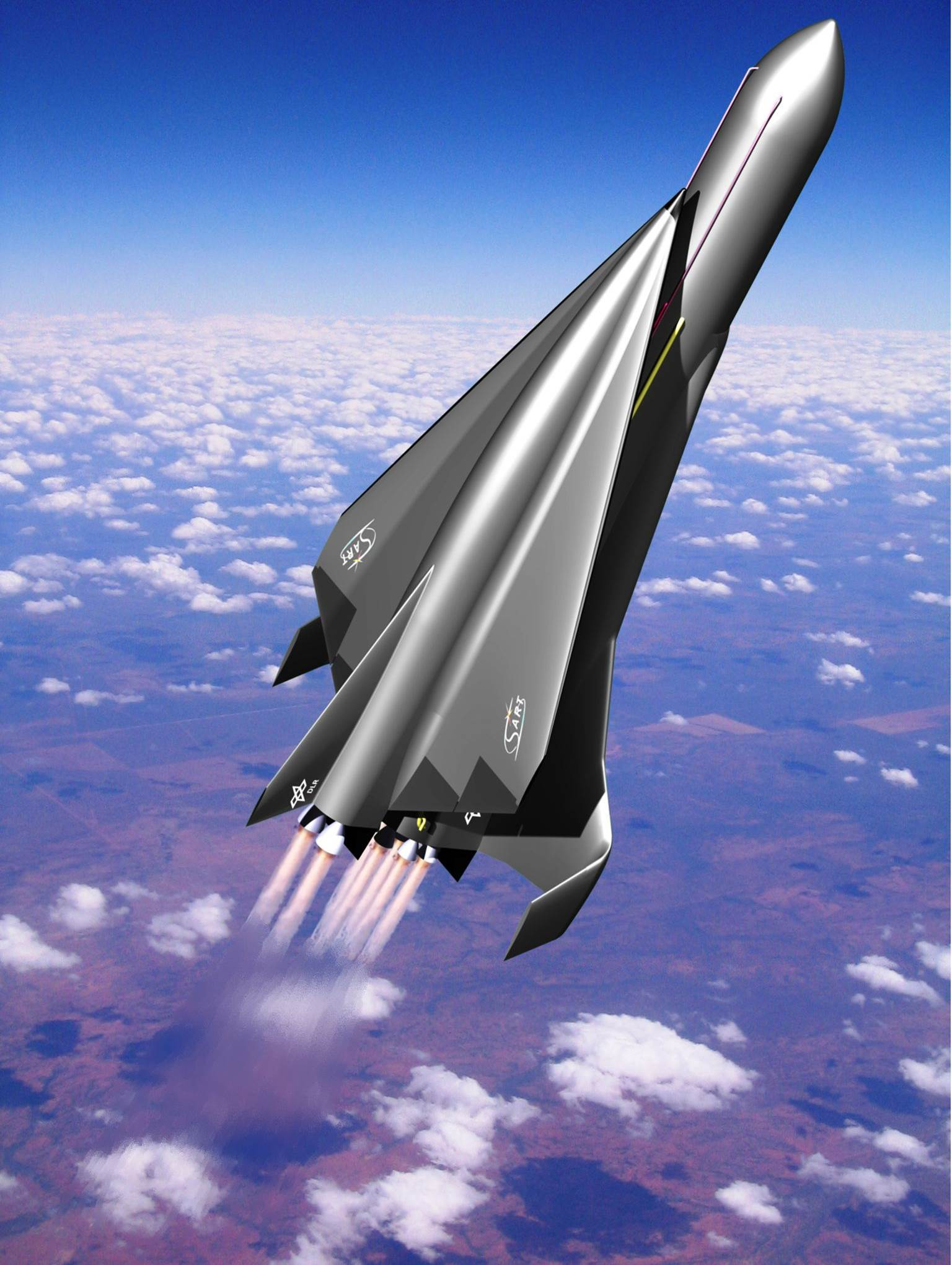
Konceptbild av den senaste SpaceLiner 7 konfigurationen vid uppskjutningen

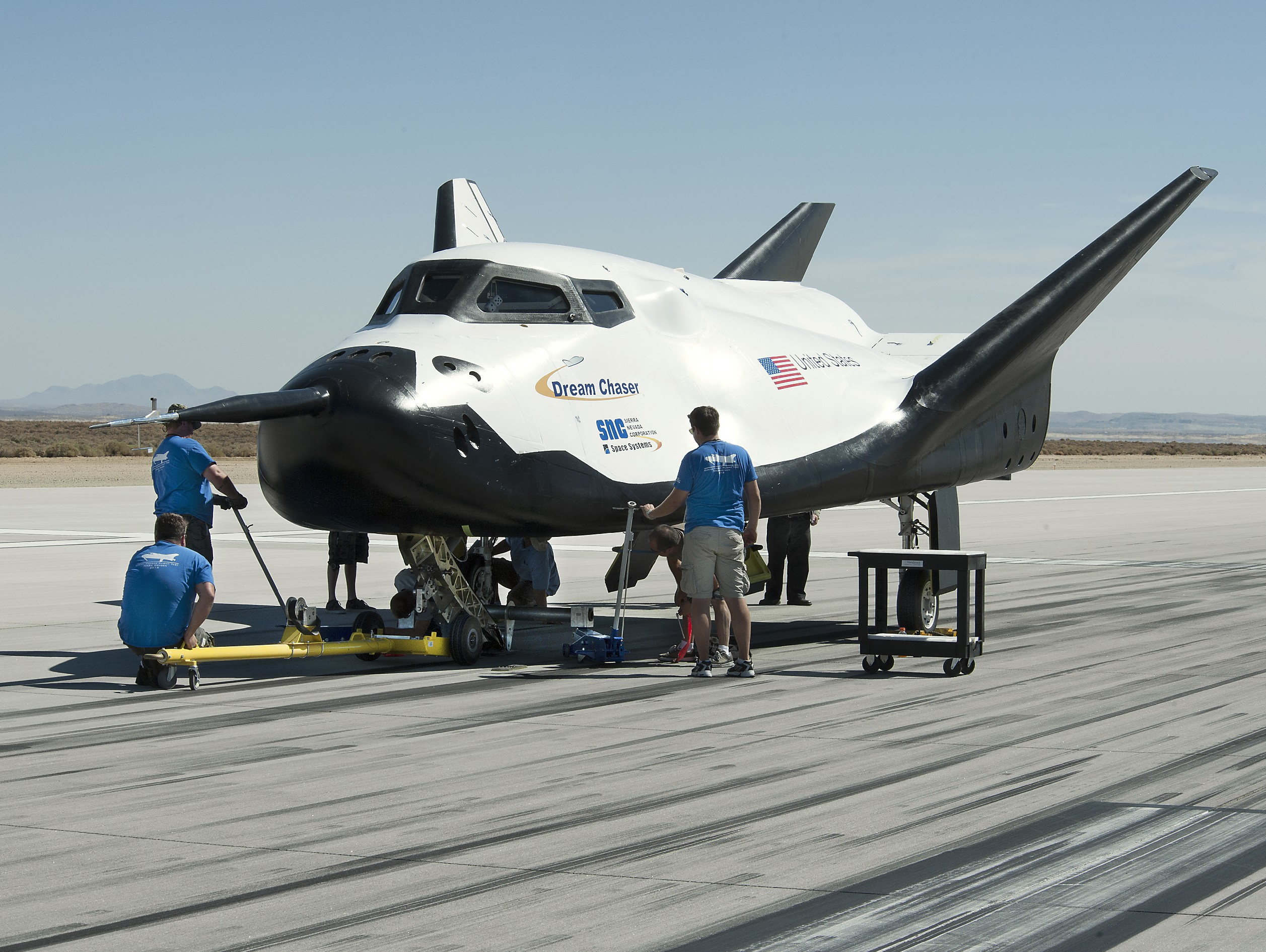
Dream Chaser

Rymdfärja eller rymdskyttel är rymdfarkoster som färjar gods och människor i rymdfarten. Typexemplen avser främst de fordon som den amerikanska rymdstyrelsen NASA använde åren 1981–2011 för att frakta rymdfarare och last (vanligen satelliter eller utrustning för vetenskapliga experiment) till och från omloppsbana runt jorden. Utskjutningen skedde från traditionell avfyrningsramp med raketsteg, men till skillnad från andra rymdfarkoster (rymdkapslar) kan en rymdfärja återanvändas upprepade gånger samt landa som ett flygplan på jorden. En rymdfärja är dessutom utseendemässigt mer lik ett flygplan än en traditionell rymdkapsel. Den första rymdfärjan, Columbia, sköts ut den 12 april 1981 av USA.

## Rymdfärjor i teori och verklighet
Många idéer till rymdfärjor har sett dagens ljus, men endast en typ, amerikanska Space Shuttle, har tagits i reguljär drift.

### Space Shuttle
Den amerikanska rymdstyrelsen NASA utförde från 1981, då rymdfärjan Columbia i uppdraget kallat STS-1 lyfte för första gången, och fram till 2011 totalt 135 flygningar med rymdfärjan Space Shuttle. Den byggdes i fem flygande exemplar, varav tre användes till de togs ur drift, medan två havererade. Space Shuttle har utgjort ryggraden i det amerikanska bemannade rymdprogrammet under närmare tre decennier. Det sista uppdraget, kallat STS-135, utfördes av rymdfärjan Atlantis under juli månad 2011 och alla amerikanska rymdfärjor har därefter tagits ur bruk.
Rymdfärjan sköts normalt upp med en besättning om 5–7 personer. I lastrummet kunde cirka 25 ton last tas upp. Rymdfärjorna gick in i omloppsbana kring jorden och når en höjd på upp till cirka 1000 km. De tillbringade normalt 1–2 veckor i rymden, antingen friflygande eller dockade till den internationella rymdstationen ISS. Huvudfarkosten servades och var redo för en ny flygning inom några månader. Även krutraketmotorerna kunde återanvändas. Den externa bränsletanken byggdes ny för varje färd.

### Buran
Den sovjetiska/ryska modellen Buran konstruerades och byggdes, men gjorde bara en obemannad testflygning 1988, och kom sedan aldrig i drift. Även om den sovjetiska/ryska rymdfärjan hade vissa likheter i utformning med den amerikanska rymdfärjan så finns det många avsevärda skillnader. Vid uppskjutning lyfts den sovjetiska/ryska rymdfärjan upp av en bärraket med extra stödraketer, vilka samtliga drivs med flytande bränsle. Den stora tanken är här inte endast en bränslebehållare utan även motor. På den sovjetiska/ryska rymdfärjan är hela besättningen passagerare, rymdfärjan kan köras obemannad.

### Hermes
Den europeiska rymdorganisationen ESA:s projekt Hermes syftade till en rymdfärja för tre personers besättning, som skulle skjutas upp på toppen av den europeiska bärraketen Ariane 5. Projektet lades ner 1993 utan att någon rymdfärja byggts. 

### X-37B
X-37 är en amerikansk minirymdfärja. NASA började utvecklingsarbetet år 1999. År 2004 tog USA:s flygvapen över projektet, sedan dess har det omgärdats av hemlighetsmakeri. Den 22 april 2010 sköts den första X-37B, kallad X-37B OTV-1, upp i rymden. Flygningen varade i 224 dygn.

### Shenlong
Shenlong är en obemannad återanvändbar rymdfarkost tillhörande Kinas nationella rymdstyrelse. Första uppskjutningen gjordes med en Chang Zheng 2F-raket den 4 september 2020.
Farkosten är Kinas motsvarighet till USA:s Boeing X-37B och har genomfört tre kända flygningar.

### SpaceLiner
SpaceLiner är ett avancerat koncept för en suborbital, hypersonisk, full återanvändbar bevingad passagerartransport som är under utredning av det tyska rymdcentret (Deutsches Zentrum für Luft- und Raumfahrt) sedan 2005.

### Dream Chaser
Dream Chaser är en amerikansk minirymdfärja under utveckling av företaget Sierra Nevada Corporation. Farkosten är en vidareutveckling av det nedlagda NASA programmet, HL-20 Personnel Launch System. Både bemannade och obemannade varianter av farkosten har föreslagits. 2016 antogs en obemannad version av farkosten för NASA:s Commercial Resupply Services 2 (CRS2) program. Första flygningen är planerad till 2025. Dream Chaser är avsedd att föras upp i omloppsbana med United Launch Alliance (ULA) Vulcan Centaur raket.

### Space Rider
Space Rider (Space Reusable Integrated Demonstrator for Europe Return) är ett planerat obemannat rymdflygplan av lyftkroppstyp som syftar till att ge Europeiska rymdorganisationen (ESA) tillgång till rymden. Dess jungfrufärd är planerad till 2027. Space Rider är avsedd att föras upp i omloppsbana med ESA:s Vega C raket.

### RLV-RD
RLV-TD (Reusable Launch Vehicle–Technology Demonstration Programme) är en serie tekniska demonstrationsuppdrag som genomförs av Indiens rymdforskningsorganisation (ISRO) som ett första steg för att skapa ett tvåstegs återanvändbart system för att nå omloppsbana, där det andra steget är en rymdfärja.

## Enskilda rymdfärjor
| Namn       | Land   | Jungfrufärd      | Antal färder | Tagen ur bruk    | Kommentar |
| ---------- | ------ | ---------------- | ------------ | ---------------- | --- |
| Columbia   | USA    | 12 april 1981    | 28           | 1 februari 2003  | Totalhavererad: Vid återinträde kl. 13:59:32 den 1 feb 2003, samtliga 7 ombordvarande omkom. Uppdraget var STS-107.                                                                    |
| Challenger | USA    | 4 april 1983     | 10           | 28 januari 1986  | Totalhavererad: 73 sekunder efter start kl. 11:39:13 den 28 jan 1986 inträffade en kraftig explosion som förstörde Challenger, samtliga 7 ombordvarande omkom. Uppdraget var STS-51-L. |
| Discovery  | USA    | 30 augusti 1984  | 39           | 9 mars 2011      | Tagen ur drift: Sista uppdrag STS-133 avslutat 9 mars 2011 kl 17:57:17, svensk tid, efter landning på Kennedy Space Center.                                                            |
| Atlantis   | USA    | 3 oktober 1985   | 33           | 20 juli 2011     | Tagen ur drift: Sista uppdrag STS-135 avslutat 21 juli 2011 kl 11:57:00, svensk tid, efter landning på Kennedy Space Center.                                                           |
| Buran      | Sovjet | 15 november 1988 | 1            | 15 november 1988 | Ingen bemannad färd genomfördes. Förstördes 2002 då taket kollapsade på den hangar den förvarades i.                                                                                   |
| Endeavour  | USA    | 7 maj 1992       | 23           | 1 juni 2011      | Tagen ur drift: Sista uppdrag STS-134. |
| X-37B (1)  | USA    | 22 april 2010    | 2            |                  | Första flygningen var X-37B OTV-1 |
| X-37B (2)  | USA    | 5 mars 2011      | 2            |                  | Första flygningen var X-37B OTV-2 |

Andra kända rymdfärjor är Pathfinder (teknisk modell), Explorer (utställningsmodell), och Enterprise (omotoriserad, men annars flygbar prototyp).

## För- och nackdelar med rymdfärjor
Den amerikanska rymdfärjan Space Shuttle visade sig vara ett mycket flexibelt redskap i rymden. Rymdteleskopet Hubble sändes upp i rymdfärjans lastrum och teleskopet har servats med ny utrustning vid fem rymdfärjefärder. Den ryska rymdstationen Mir fick besök av dockande amerikanska rymdfärjor vid elva tillfällen och huvudparten av den Internationella rymdstationen ISS har byggts upp med moduler och delar fraktade med rymdfärjan. Rymdfärjan fungerade också som ett friflygande självständigt laboratorium för bland annat experiment i tyngdlöshet. Rymdfärjorna återanvändes och endast fem farkoster stod för över hundra rymdflygningar.
Trots dessa framgångar lades det amerikanska rymdfärjeprogrammet ner 2011, och det är inte tänkt att ersätts med nya rymdfärjor. Istället kommer efterföljaren Orion CEV, en rymdkapsel som mycket liknar Apollo, som kommer att landa hängande under en fallskärm och som endast delvis kan återanvändas ett begränsat antal gånger.  Den sovjetiska rymdfärjan Buran flög en gång obemannat, men togs sedan aldrig i reguljärt bruk. Ryssland har istället fortsatt använda den beprövade Sojuz, och även efterföljaren planeras bli baserad på en rymdkapsel snarare än en rymdfärja. Det planerade europeiska rymdfärjeprojektet Hermes lades ned 1993. ESA planerade tidigare för bemannat tillträde till rymden genom en vidareutveckling av Automated transfer vehicle (ATV) till en rymdkapsel. Det arbetet avbröts dock 2011. Istället har ESA visat intresse för Sierra Nevada Corporations rymdfärja Dream Chaser. 
Det amerikanska rymdfärjeprogrammet med återanvändbara farkoster var avsett att spara pengar. Den bemannade Space Shuttle var även tänkt att användas för placering av satelliter i omloppsbana och kunna ersätta obemannade bärraketer. En rymdfärja skulle vara servad och klar för en ny flygning inom en månad. I verkligheten tog detta flera månader och varje rymdfärja används endast 1–2 gånger per år. De ekonomiska fördelarna med en rymdfärja har därför till stor del uteblivit.
Ett rymdfärjeprogram var också mycket sårbart vid en haverifrekvens på ett par procent av flygningarna. Den amerikanska rymdfärjans värmesköld och vingar är vid uppsändning oskyddade för nedfallande material. På en rymdkapsel kan värmeskölden lätt hållas skyddad och några sårbara vingar finns ej. En kapsel placerad ovanpå uppsändningsenheten (stacken) kan också lätt lyftas bort från en exploderande bärraket, medan rymdfärjan satt i ett mycket utsatt läge.